# Lifardo
Lifardo, conosciuto anche come Lifard, Liéfard o di Meung-sur-Loire (Orléans, 496 circa – Meung-sur-Loire, 570), è stato un abate francese, che visse da eremita gran parte della sua vita. È venerato come santo da tutte le chiese che ammettono il culto dei santi.

## Agiografia
Come il suo più noto fratello, Leonardo di Noblac, sarebbe nato alla corte del re Clodoveo, da una nobile famiglia di Franchi. Suo padre sarebbe stato re Rumonio che avrebbe aiutato Clodoveo nel rafforzare il suo potere, nella battaglia contro il romano Siagrio. Ma nulla altro sappiamo circa la sua infanzia. Deciso a seguire le orme del fratello, entra nell'abbazia di san Massimino a Micy, dove si trova suo fratello Leonardo di Noblac, forse in qualità di abate. Dopo qualche tempo si ritira per condurre vita eremitica tra le rovine di un vecchio castello nei pressi dell'attuale abitato di Meung-sur-Loire. Qui con alcuni seguaci costruisce dei piccoli rifugi per vivere in semplicità. Ben presto altri si uniscono a loro e la piccola comunità diviene nucleo di un nuovo monastero. Il vescovo di Orléans, che conosceva e stimava molto Lifardo, lo ordina sacerdote. Diviene abate del monastero di Meung-sur-Loire. Muore in odore di santità e dopo la morte si diffonde la devozione verso di lui.

## Patronati
San Lifardo è invocato contro i morsi dei serpenti.